# Панахранта

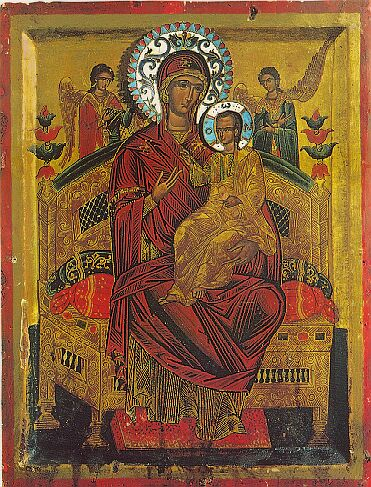
Панахранта. Икона Божией Матери «Всецарица». Монастырь Ватопед, Афон, XVII век

Панахра́нта (греч. Πανάχραντα — «Всенепорочная, Пречистая», Всемилостивая, Всецари́ца) — один из иконографических типов изображения Богородицы, близкий к типу Одигитрия. Этому типу характерно изображение Богоматери, восседающей на престоле с Младенцем Христом на коленях. Трон символизирует царственное величие Божией Матери. На Руси наиболее почиталась икона этого канона Богоматерь Печерская (Свенская) с предстоящими Феодосием и Антонием, XIII в.
Такой тип изображения появился в Византии в XI—XII веке.

### Другие известные иконы этого типа
- Кипрская;
- Свенская (Печерская);
- Ярославская (Печерская);
- Державная;
- Всецарица.

Некоторые иконы этого типа
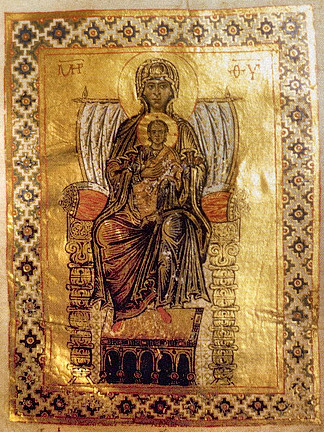
Панахранта. Иллюстрация из Кодекса Гертруды (Псалтирь Гертруды), XI век
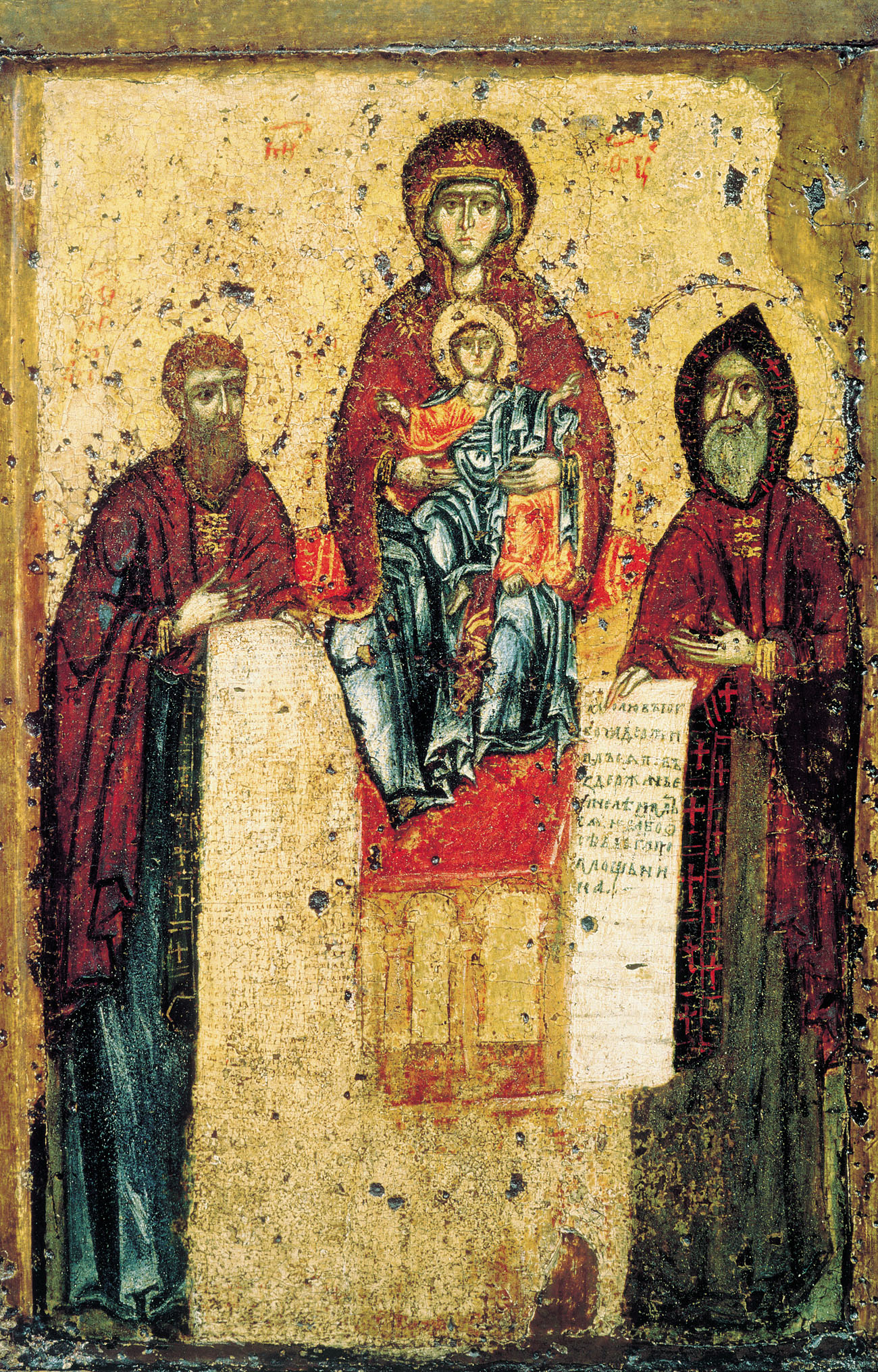
Богоматерь Свенская (Печерская) с преподобными Антонием и Феодосием Печерскими, около 1288. Государственная Третьяковская галерея
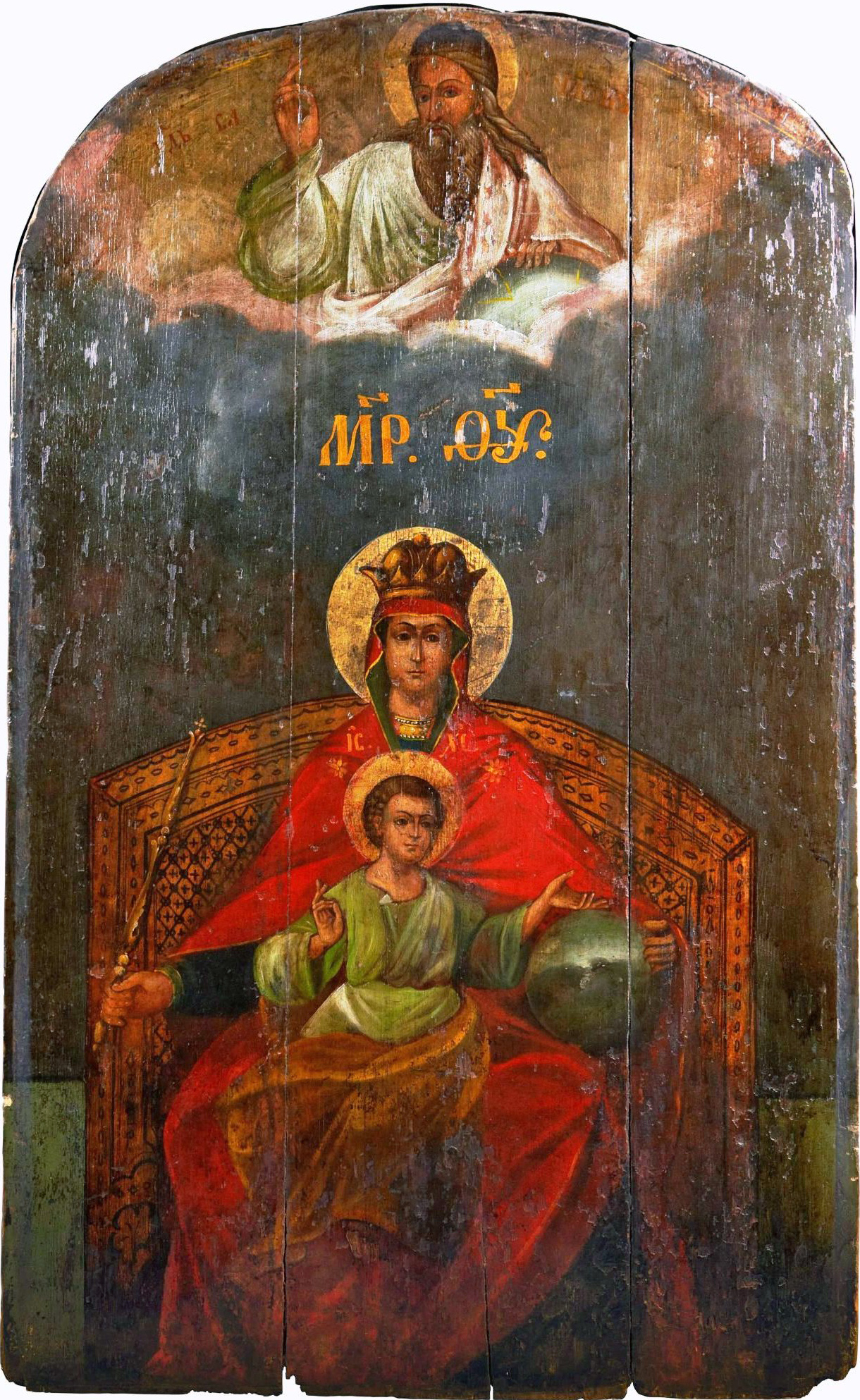
Икона Божией Матери «Державная», XVIII век
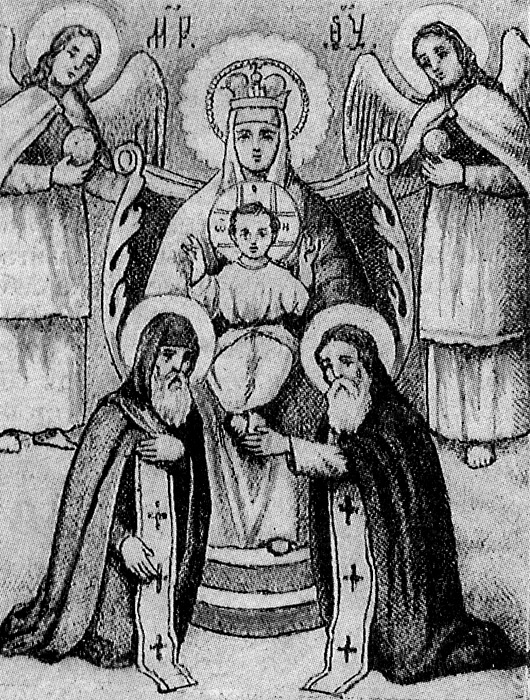
Ярославская (Печерская) икона, XIX век